# Gustavo Santaolalla
Gustavo Alfredo Santaolalla (El Palomar, Buenos Aires; 19 de agosto de 1951) es un compositor, músico y productor musical argentino ganador en dos ocasiones consecutivas del Premio Óscar a la mejor banda sonora original en 2005 y 2006 por las películas Brokeback Mountain y Babel respectivamente.
Todo el trabajo de Santaolalla ha combinado elementos de música rock, folk, pop, new wave, ritmos africanos y folklore, entre otros. En los años 1970, lideró Arco Iris, banda pionera del rock argentino en fusionar música popular latinoamericana con rock.
En los años 1990, su producción con diversos artistas fue clave en el boom del rock latinoamericano de la época.
Como músico, su álbum Santaolalla (1982) fue elegido en el puesto 86 de los 100 mejores álbumes de rock argentino por la Rolling Stone Argentina en 2007, y su canción «Empujando tinta» (1995) fue elegida en el puesto 487° de las 500 mejores canciones del rock iberoamericano por la revista estadounidense Al Borde en 2006.

## Biografía
Gustavo Santaolalla nació en Ciudad Jardín Lomas del Palomar, el 19 de agosto de 1951. Cursó sus estudios primarios en el St. Paul's College de Hurlingham.

### Arco Iris y Soluna (1967-1977)
Su carrera profesional de música empezó en 1967 cuando tenía dieciséis años, fundando el grupo Arco Iris, una banda que amalgamó rock y música tradicional argentina. Arco Iris era también parte de una comunidad hippie yóguica guiada por Dana Winnycka y su posterior compañero sentimental, el flautista y saxofonista egipcio Ara Tokatlian, aunque en la agrupación también tocaban el bajista Guillermo Bordarampé y el baterista de jazz Horacio 'Droopy' Gianello. Su primer éxito, Blues de Dana, canción ganadora del Festival Beat de la Canción Internacional de Mar del Plata de 1970, estaba dedicado a ella. Siendo aún un adolescente Gustavo se enamoró de Dana, una mujer trece años mayor que él y a la que le dedicó varias de sus canciones de entonces como ¿Quién es esa chica? (1970). Sin embargo, las premisas que la gurú Dana requería de la comunidad (vegetarianismo y ascetismo) llevaron a la ruptura del grupo en el año 1975.
Un año después, Santaolalla formó Soluna, donde tocó con el pianista y cantante argentino Alejandro Lerner.

### Primeros viajes (1977-1990)
Como consecuencia de la censura y las limitaciones artísticas en Argentina durante la última dictadura militar, Gustavo emigró en 1978 a Los Ángeles, California, ciudad que sería clave en su carrera (y donde reside hasta el día de hoy). Durante sus primeros tiempos en Estados Unidos adoptó a su trabajo un sonido más acorde a la música under de aquellos años, como el punk y la new wave, formando la banda Wet Picnic con quien sería en adelante su gran compañero de trabajo: el también argentino Aníbal Kerpel (ex Crucis) y con la que no tuvieran entonces repercusión.
En sus periódicos viajes a la Argentina, Santaolalla produjo el exitoso álbum de León Gieco Pensar en nada (1980) y editó su primer álbum solista, titulado simplemente Santaolalla. Pese a la buena acogida del álbum en su país natal, Santaolalla regresó a Estados Unidos una vez acabada la grabación, aunque posteriormente el cantautor León Gieco lo convenciera de regresar a Argentina para acompañarlo en su gira De Ushuaia a La Quiaca, proyecto que mantuvo a Santaolalla una buena temporada recorriendo su país.

### Productor de rock latino (1990-2000)
En la década de 1990, Santaolalla se posicionó en Los Ángeles como productor de pop-rock latino, colaborando con bandas y artistas latinoamericanos como Maldita Vecindad, Los Prisioneros, Jorge González, Café Tacvba, Divididos, Fobia, Molotov, Bersuit Vergarabat, Julieta Venegas, Juanes, Jorge Drexler, La Vela Puerca, Árbol, Puya, entre otros, cuyos discos comenzaban a tener una excelente respuesta en el mundo de habla hispana. Según cuenta el mismo Gustavo, todos los álbumes que él ha producido pertenecen a artistas que han plasmado su identidad cultural en las canciones y que a su vez, han empujado los límites del arte convencional. Todo ello se relaciona precisamente con la búsqueda que él mismo llevaba haciendo en su música desde finales de los años 1960 en Buenos Aires.
En aquella década, Gustavo publicó nuevas producciones en solitario: GAS (1995) y Ronroco (1998). Este último fue un disco de temas instrumentales, tocados principalmente con el instrumento andino que le da el título. Dicho álbum acercaría profesionalmente a Gustavo al mundo del cine, cuando el director Michael Mann decidió incluir un tema del disco para la banda sonora del filme The Insider.

### Triunfo en Hollywood (2000-presente)

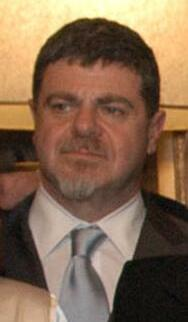
Gustavo Santaolalla en la Casa Rosada en 2007.

A partir de ese momento Santaolalla se dedicaría con mayor intensidad a la producción de bandas sonoras de películas como Amores Perros, 21 gramos o Diarios de motocicleta. Trabajó en la parte instrumental de la banda sonora de la película Brokeback Mountain por la cual ganó el Óscar en 2006. De esta banda sonora, A Love That Will Never Grow Old ganó el Globo de Oro a la mejor canción. También ha ganado un Premio BAFTA por Diarios de motocicleta y otro por Babel, por la cual recibió un Óscar por segunda vez consecutiva en 2007.
En 2008, participó en el MTV Unplugged de Julieta Venegas, donde tocó el banjo en la canción «Algún día».
Creó la banda sonora del galardonado videojuego de Disparos en Tercera Persona, The Last of Us, desarrollado por Naughty Dog para PlayStation 3.
En 2014 Santaolalla dio a conocer su nueva producción en solitario: Camino, compuesto de 13 temas instrumentales —entre ellos The Journey, que ya venía presentando con anterioridad— y que, según palabras de su propio autor, es la continuación del álbum Ronroco.
Entre otras actividades paralelas a su carrera en Los Ángeles, subrayamos que, desde el año 2001, Santaolalla integra el grupo de tango-pop Bajofondo, realiza, a su vez, producciones conjuntas con su amigo el cantante y compositor León Gieco y participa en eventos invitado por artistas de la talla de Eric Clapton o, por ejemplo, como participante en la reunión de dos exmiembros del grupo Soda Stereo, en 2020, para la gira Gracias Totales - Soda Stereo.

## Discografía

### ConArco Iris
- Arco Iris (1970)
- Tiempo de resurrección (1972)
- Sudamérica o el regreso a la aurora (1972)
- Inti Raymi (1973)
- Agitor Lucens V (1975)

### ConSoluna
- Energía natural (1977)

### Con Wet Picnic
- Balls Up (1982)

### Solista
- Santaolalla (1982)
- GAS (1995)
- Ronroco (1996)
- Camino (2014)

### ConBajofondo
- Bajofondo Tango Club (2002)
- Mar Dulce (2007)
- Presente (2013)
- Aura (2019)

### Álbumes en vivo
- Raconto (2017)

### Bandas sonoras
| - Rock hasta que se ponga el sol (1973) - con su canción «Hombre» - She Dances Alone (1981) - Repo Man (1984) - con la canción «El Clavo y la Cruz» - The Insider (1999) - con su canción «Iguazú» - Amores perros (2000) - 21 gramos (2003) - Salinas grandes (2004) (Documental, telefilme) - Rendezvous (2004) - Diarios de motocicleta (2004) - Brokeback Mountain (2005) - North Country (2005) - Babel (2007) - El búfalo en la noche (2007) - Linha de Passe (2008) - My Blueberry Nights (2008) - I Come with the Rain (2009) - The Sun Behind the Clouds: Tibet's Struggle for Freedom (2010) (Documental) - Nanga Parbat (2010) - Rolling with Stone (2010) (Documental) - Biutiful (2010) | - Dhobi Ghat (Mumbai Diaries) (2010) - Les yeux de sa mère (2011) - Eva de la Argentina (2011) - On the Road (2012) - Néstor Kirchner, la película (2012) - August: Osage County (2013) - The Last of Us (2013) - Relatos salvajes (2014) - El Libro de la Vida (2014) - Making a Murderer (2015) - Borrowed Time (2015) - Before the Flood (2016) - Narcos: Mexico (2018) - The Last of Us Part II (2020) - The House (2022) - The Last of Us (2023) (Serie de televisión) - Mi dulce niña (2023) (Miniserie) - Pedro Páramo (2024) - Norita (2024) |

## Premios y distinciones
Premios Óscar
| Año  | Categoría          | Película           | Resultado |
| ---- | ------------------ | ------------------ | --------- |
| 2006 | Mejor banda sonora | Brokeback Mountain | Ganador   |
| 2007 | Mejor banda sonora | Babel              | Ganador   |